# Karen Haber
Pour les articles homonymes, voir Haber.
Œuvres principales
- Série Les Mutants

Karen Lee Haber, née le 7 janvier 1955 à Bronxville dans l'État de New York, est une éditrice et un écrivain de science-fiction. Depuis 1987, elle est la seconde épouse du romancier Robert Silverberg, de vingt ans son aîné.
Elle est notamment l'auteur d'une dizaine de romans, en particulier Star Trek Voyager : Bless the Beasts, et coauteur de Science of the X-Men. 
Elle a édité en 2001 un essai proposé au prix Hugo en hommage à J. R. R. Tolkien, Méditations sur la Terre du Milieu. 

## Œuvres

### SérieLes Mutants
1. La Saison des mutants, J'ai lu, 1991 ((en) The Mutant Season, 1989)Écrit avec Robert Silverberg.
2. Super-mutant, J'ai lu, 1992 ((en) The Mutant Prime, 1990)
3. L'Étoile des mutants, J'ai lu, 1993 ((en) Mutant Star, 1992)
4. L'Héritage du mutant, J'ai lu, 1994 ((en) Mutant Legacy, 1992)

### SérieWar Minstrels
1. La Fille sans ombre, J'ai lu, 1996 ((en) Woman without a Shadow, 1995)
2. (en) The War Minstrels, 1995
3. (en) Sister Blood, 1996

### Romans indépendants
- (en) Thieves' Carnival, 1990
- (en) Bless the Beasts, 1996Série Star Trek : Voyager
- (en) Science of the X-Men, 2000Écrit avec Link Yaco.
- (en) The Art of Todd Lockwood : Transitions, 2003
- (en) Kong Unbound, 2005
- (en) Crossing Infinity, 2005

### Nouvelles
- (en) Batman in Nighttown, 1989Écrit avec Robert Silverberg.
- (en) A Plague of Strangers, 1989
- (en) Inside Out, 1992
- (en) Red Angels, 1993
- (en) The Shores of Morning, 1993Publiée dans The Further Adventures of Wonder Woman
- (en) My Husband Became a Zombie and it Saved Our Marriage, 1994
- (en) On the Tip of a Cat's Tongue, 1994
- (en) Doing the Angry Centipede, 1995
- (en) First Contact, Sort of, 1995Écrit avec Carol Carr.
- (en) The King Who Would Fly, 1995
- (en) A Round of Cards with the General, 1995
- (en) The Spell Between Worlds, 1995
- (en) The Vampire of the Opera, 1995
- (en) A Bone Dry Place, 1996
- (en) Cézanne Was a Capricorn, 1997
- (en) The Glyptodon's Quadrille, 1997
- (en) Dog Is My Copilot, 1998
- (en) A Killing Light, 1999Écrit avec Robert Silverberg.
- (en) The Federal Spy And Miz Julia, 2000

### Édition
- (en) Universe 1, 1990
- (en) Universe 2, 1992
- (en) Universe 3, 1994Écrit avec Robert Silverberg.
- Méditations sur la Terre du Milieu, Bragelonne, 2003 ((en) Meditations on Middle Earth, 2001)Essai collectif en hommage à J. R. R. Tolkien, proposé au prix Hugo de la meilleure œuvre non-fictive 2002
- (en) Fantasy: The Best of 2001, 2002Écrit avec Robert Silverberg.
- (en) Scientific American's Secrets of the Periodic Table, 2002
- (en) Science Fiction: The Best of 2003, 2003Écrit avec Jonathan Strahan.
- (en) Fantasy : The Best of 2002, 2003Écrit avec Robert Silverberg.
- (en) Exploring the Matrix : Visions of the Cyber Present, 2003
- (en) Fantasy : The Best of 2004, 2005Écrit avec Jonathan Strahan.
- (en) Science Fiction : The Best of 2004, 2005Écrit avec Jonathan Strahan.
- (en) Science Fiction : The Best of 2005, 2006
- (en) Fantasy : The Best of 2005, 2006Écrit avec Jonathan Strahan.